# Karina Lipiarska-Pałka
Karina Lipiarska-Pałka (ur. 16 lutego 1987 w Krakowie) – polska łuczniczka, zawodniczka klubu Grot Zabierzów, olimpijka z Rio De Janeiro 2016, medalistka mistrzostw Europy. Startuje w konkurencji łuków klasycznych.
Największym jej sukcesem jest czwarte miejsce podczas mistrzostw świata w Ulsanie w 2009 roku. W walce o finał przegrała z reprezentantką gospodarzy Kwak Ye-ji, a w meczu o 3. miejsce z Kolumbijką Natalią Sánchez.
W 2009 roku została mistrzynią Polski.